# اندی نو
اندی نو (به انگلیسی: Andy Ngo) دانشجو و خبرنگار آمریکایی است.
نو زاده و بزرگ شده پرتلند، اورگن است. والدینش در سال ۱۹۷۸ با قایق از ویتنام مهاجرت کردند. در سال ۲۰۰۵ نو بورسیه ای را از صندوق بورسیه آسیایی و جزایر اقیانوس آرام آمریکایی دانشگاه کالیفرنیا، لس آنجلس برنده شد.
نو از سال ۲۰۱۶ مشغول به تحصیلات تکمیلی علوم سیاسی در دانشگاه ایالتی پرتلند است و علایق پژوهشی او سکولاریسم و اسلام سیاسی است.
در فوریه ۲۰۱۸ نو و یک گروه دانشجویی جیمز دیمور نویسنده یادداشت تنوع گوگل را به دانشگاه دعوت کردند. به گفته نو معترضان انتیفا آنان را تهدید به خشونت کرده و ترساندند.
در ژوئن ۲۰۱۹ نو که در حال فیلمبرداری از یک تظاهرات واکنشی به تظاهرات پسران مفتخر بود به‌طور فیزیکی مورد حمله معترضان نقابدار انتیفا قرار گرفت که مکرراً او را از ناحیه سر و صورت با مشت مورد حمله قرار دادند و میلک شیک حاوی سیمان به او ریختند.